# Liacarus longilamellatus
Liacarus longilamellatus är en kvalsterart som beskrevs av Mihelcic 1954. Liacarus longilamellatus ingår i släktet Liacarus och familjen Liacaridae. Inga underarter finns listade i Catalogue of Life.